# Florencia Amundson Teves
Florencia Amundson Teves (Madrid, 12 de febrer de 1998) és una jugadora d'hoquei sobre herba espanyola.
Juntament amb la seva germana bessona, Constanza, es formà al Club Hockey Pozuelo i el 2017 jugà al KHC Dragons de la lliga belga. El juny de 2020 s'incorporà al Reial Club de Polo de Barcelona, amb el qual guanyà un Campionat de Catalunya (2022-23), una Lliga espanyola (2023-24) i una Copa de la Reina (2023). La temporada 2024-25 fitxà pel Club de Campo amb el qual ha guanyat una Lliga (2024-25). Internacional amb la selecció espanyola, en categories de formació es proclamà campiona d'Europa sub-21 (2019) i en categoria absoluta, debutà el 2022 i ha participat al Campionat del Món de Terrassa 2022 i al Campionat d'Europa de 2025.